# Shitpost

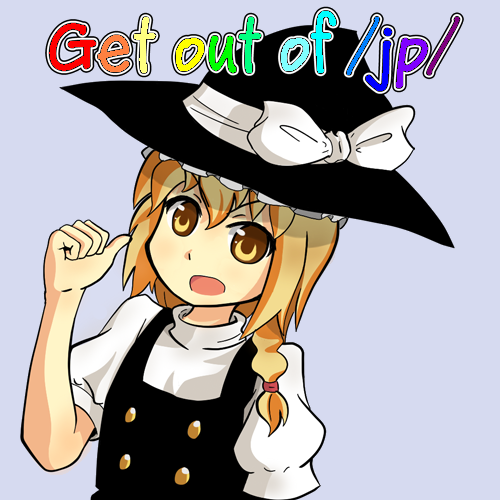
Um exemplo de um shitpost comumente repostado originado do fórum /jp/ (Cultura Otaku) do 4chan, com a personagem Marisa Kirisame de Touhou Project

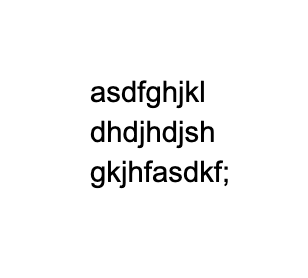
Outro exemplo de shitposting: uma imagem contendo nada exceto um texto com caracteres aleatórios.

Shitpost, shitposting ou merdapostagem é um termo da cultura da internet que surgiu em meados dos anos 2000 em sites de imageboards, como o 4chan, e se refere a postagens sem contexto aparente, de cunho humorístico, agressivo, irônico ou troll de baixa qualidade em fóruns e redes sociais. O shitposting é, de forma geral, usado como uma forma de provocação na internet. A subcultura do shitpost, apesar de existir desde meados dos anos 2000, ganhou popularidade em redes como Facebook, Twitter e Instagram, especialmente a partir da segunda metade dos anos 2010.
A definição de shitpost pode variar a depender dos sites e comunidades virtuais em que esse tipo de conteúdo se encontra. As postagens que se podem definir como shitposts podem ter variados efeitos de humor e intenções, fazendo uso de artifícios como sarcasmo, humor negro, nonsense e spamming. Muitas vezes elas consistem em memes que fazem referência ou uso direto de elementos e mídias da cultura pop e de outros memes, copiando e/ou alterando as fontes originais por meio de colagem, montagem e edição de imagens. Nesse sentido, o shitposting é frequentemente comparado ao dadaísmo, um movimento artístico de vanguarda do início do século XX que questiona dogmas artísticos e acadêmicos por meio da produção de obras de qualidade intencionalmente duvidosa, de cunho ofensivo ou disruptivo. Assim como os shitposters (nome dado àqueles que produzem conteúdos de shitpost), os dadaístas também produziam conteúdo de caráter provocativo e utilizavam materiais mundanos do cotidiano, mesmo que sem um sentido profundo ou princípios estéticos normativos.